# خاروماهیان
خاروماهیان یا کیروسنتریدا (نام علمی :Chirocentridae) خانوادهای از دو گونه ماهیان پرتوباله است که به شاه‌ماهیها نسبت داده می‌شود.
خاروماهیان از راسته شگ‌ماهیان (Clupeiformes) می‌باشند.

## ریخت‌شناسی
منیتیتتیتاین تیره دارای بدنی کشیده و بلند و دندان‌های نیش بزرگ و تیزی هستند که پاره کردن طعمهٔ شکار شده را تسهیل می‌بخشد. این ماهی‌ها دارای فلس‌های ریزی هستند و بدنی نقره‌ای و پشتی آبی رنگ دارند. همچنین فاقد کیل شکمی و خط جانبی هستند و شکاف دهان فوقانی آن‌ها کوچک بوده و چشمانشان نمی‌رسد.
بالههای پشتی و مخرجی آن‌ها در انتهای بدنشان قرار گرفته‌است و باله‌های مخرجی عریض‌تر از باله‌های پشتی می‌باشند. باله‌های شکمی آن‌ها کوچک و بالهٔ دمی نیز دوشاخه می‌باشد.
این ماهی‌ها دارای دریچه‌هایی درهم پیچیده در روده خود هستند و کیسهٔ شنای آن‌ها با معده و مخرج در ارتباط است.